# Team Thor
Team Thor – amerykańska seria krótkometrażowych mockumentów z lat 2016–2018 roku produkcji Marvel Studios. Składa się ona z trzech filmów: Team Thor, Team Thor: Part 2 i Team Darryl, za których reżyserię i scenariusz odpowiadał Taika Waititi. W rolach głównych wystąpili: Chris Hemsworth, Daley Pearson, Mark Ruffalo i Jeff Goldblum.
Po uratowaniu Ziemi z Avengers, Thor postanawia zrobić sobie urlop w Australii, gdzie mieszka z pracownikiem biurowym, Darrylem Jacobsonem. Po wyprowadzce Thora, Darryl przenosi się do Los Angeles, gdzie jego nowym współlokatorem zostaje Arcymistrz. Ekipa filmowa dokumentuje życie Thora i Darryla, a później Darryla i Arcymistrza.
Team Thor, Team Thor: Part 2 i Team Darryl wchodzą w skład III Fazy Filmowego Uniwersum Marvela. Są to szósty, siódmy i ósmy film krótkometrażowy z serii Marvel One-Shots. Światowa premiera Team Thor miała miejsce 23 lipca 2016 roku podczas San Diego Comic-Conu.  W Polsce pojawił się on 13 września jako dodatek do wydania Blu-ray filmu Kapitan Ameryka: Wojna bohaterów. Kolejne dwa mockumenty zostały wydane, zarówno w Stanach Zjednoczonych, jak i Polsce, na Blu-rayach filmów Doktor Strange w 2017 i Thor: Ragnarok w 2018 roku.

## Filmy
| Tytuł             | Data premiery                                                                      | Reżyseria     | Scenariusz    | Producent   | Wydany z wersją Blu-ray filmu    | Przypisy          |
| ----------------- | ---------------------------------------------------------------------------------- | ------------- | ------------- | ----------- | -------------------------------- | ----------------- |
| Team Thor         | 23 lipca 2016 (SDCC) 2 września 2016 (Stany Zjednoczone) 13 września 2016 (Polska) | Taika Waititi | Taika Waititi | Kevin Feige | Kapitan Ameryka: Wojna bohaterów | [ 1 ] [ 2 ] [ 3 ] |
| Team Thor: Part 2 | 14 lutego 2017 (Stany Zjednoczone) 15 marca 2017 (Polska)                          | Taika Waititi | Taika Waititi | Kevin Feige | Doktor Strange                   | [ 4 ] [ 5 ]       |
| Team Darryl       | 20 lutego 2018 (Stany Zjednoczone) 14 marca 2018 (Polska)                          | Taika Waititi | Taika Waititi | Kevin Feige | Thor: Ragnarok                   | [ 6 ] [ 7 ]       |

## Streszczenie fabuły

### Team Thor
Po uratowaniu Ziemi z razem Avengers Thor postanawia zrobić sobie krótką przerwę w Australii, gdzie zamieszkuje z lokalnym pracownikiem biurowym, Darrylem Jacobsonem. Udziela wywiadu ekipie filmowej opowiadając o swoim codziennym życiu w Australii. Ekipa dokumentuje również, jak Thor odwiedza dzieci w przedszkolu i próbuje wysłać e-maile do Tony’ego Starka i Steve’a Rogersa z pomocą Darryla w sprawie ich konfliktu. Przedstawia również wyniki swojego śledztwa dotyczącego powiązań Kamieni Nieskończoności, Avengers, Nicka Fury’ego i Thanosa. W związku z brakiem odpowiedzi od Starka i Rogersa, Thor spotyka się w kawiarni z Bruce’em Bannerem. Banner odbiera telefon od Starka, który informuje go, że nie chce kontaktować się z Thorem. Wtedy Thor postanawia założyć własny zespół, Team Thor, z nim i Darrylem.

### Team Thor: Part 2
Thor i jego współlokator Darryl dyskutują na temat obowiązków domowych w swoim mieszkaniu. Na Darryla spada większość dotyczących sprzątania. Darryl stwierdza, że Thor jest miłą osobą, ale jest on również oderwany od rzeczywistości. Darryla frustrują również jego próby płacenia czynszu asgardyjską walutą. Sugeruje Thorowi, aby poszukał pracy, co Thor wyśmiewa i proponuje, aby znaleźli służącego. Pokazana zostaje ponowna wizyta Thora w przedszkolu. Na końcu wywiadu Thor informuje, że nie potrzebuje nikogo poza Darrylem i uważa, że Darryl powinien kupić sobie strój superbohatera.

### Team Darryl
Po tym jak Thor wyprowadza się z mieszkania Darryla, Darryl przenosi się do Los Angeles. Jego nowym współlokatorem zostaje Arcymistrz, który okazał się być jedyną osobą, która odpowiedziała na jego ogłoszenie. Arcymistrz uważa, że Darryl byłby dobrym zastępcą jego asystentki, Topaz. Materiał pokazuje, jak Darryl usługuje Arcymistrzowi: wynosi śmieci i wozi go samochodem. Darryl uważa, że Arcymistrz wydaje się być dobrą osobą, ale ma problemy z gniewem i ze zrozumieniem przestrzeni osobistej Darryla. Arcymistrz stwierdza, że przyzwyczaił się do mieszkania na Ziemi i planuje nią zawładnąć z Darrylem u jego boku. Arcymistrz tworzy filmik wyjaśniający jego plan i umieszcza go w Internecie. Z powodu braku widzów postanawia zareklamować pierwszy film kolejnym zapraszając do niego gościa muzycznego. Pomagają mu w tym znajomi Darryla, ale topi jednego z nich, kiedy jego oczekiwania nie zostają spełnione. Darryl wyznaje, że obawia się, że Arcymistrz również i jego może roztopić i przyznaje, że tęskni za Thorem jako współlokatorem.

## Obsada
- Chris Hemsworth jako Thor, następca tronu Asgardu, syn Odyna i Friggi, który zostaje współlokatorem Darryla. Pojawił się w Team Thor i Team Thor: Part 2[1][11].
- Daley Pearson jako Darryl Jacobson, Australijczyk, który zostaje współlokatorem Thora, a później Arcymistrza. Pojawił się w Team Thor, Team Thor: Part 2 i Team Darryl[12][11][13].
- Mark Ruffalo jako Bruce Banner, naukowiec specjalizujący się w dziedzinach: biochemii, fizyki nuklearnej i promieniowania gamma. Banner ma możliwość transformacji w Hulka – zielonego olbrzyma o nadludzkiej sile i wytrzymałości. Pojawił się w Team Thor[1].
- Jeff Goldblum jako Arcymistrz, istota pozaziemska, która lubi manipulować niższymi formami życia, takimi jak ludzie. Zostaje współlokatorem Darryla w Los Angeles. Pojawił się w Team Darryl[13].

## Produkcja

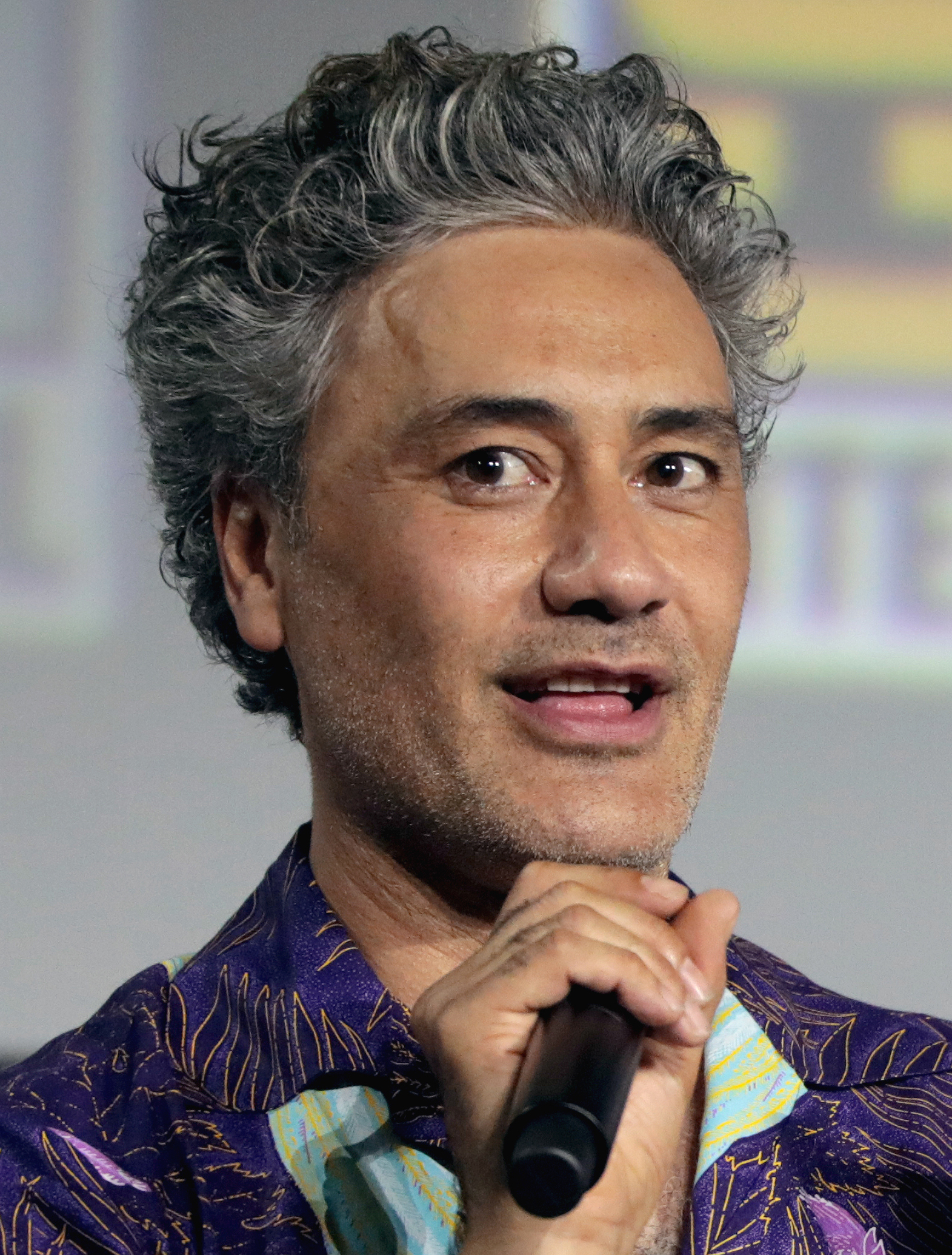
Taika Waititi, reżyser i scenarzysta serii

Team Thor został nakręcony na miesiąc przed rozpoczęciem zdjęć do Thor: Ragnarok (2017) w lipcu 2016 roku. Jest to produkcja typu mockument, zrealizowana podobnie jak Co robimy w ukryciu (2014) w reżyserii Taiki Waititiego. Kiedy poinformowano, że Waititi wyreżyseruje kolejny film o Thorze, wielu fanów obawiało się jego pracy nad adaptacją Ragnaroku. Waititi stwierdził, że Team Thor pomógł w przekonaniu ich do jego podejścia do postaci. We wrześniu reżyser ujawnił, że jest szansa, by widzowie mogli zobaczyć dalszą historię Darryla Jacobsona.
W październiku 2017 roku Jeff Goldblum, który zagrał Arcymistrza w Thor: Ragnarok, poinformował, że nakręcił z Waititim materiał do filmu krótkometrażowego, który później okazał się być Team Darryl. W styczniu 2022 roku wszystkie trzy mockumenty zostały udostępnione na Disney+ i sklasyfikowane jako Marvel One-Shots i część III Fazy.

## Wydanie
Światowa premiera mockumentu Team Thor miała miejsce 23 lipca 2016 roku podczas San Diego Comic-Conu. 28 sierpnia został on udostępniony online, a 2 września wydany w Stanach Zjednoczonych przez Walt Disney Studios Home Entertainment na Blu-ray z filmem Kapitan Ameryka: Wojna bohaterów. Funkcjonuje on również pod tytułami While You Were Fighting: A Thor Mockumentary i Team Thor: Part 1.
Team Thor: Part 2 (również jako Team Thor: Part 2, Where Are They Now?) zadebiutował online 14 lutego 2017 roku oraz pojawił się 28 lutego równocześnie z wydaniem Blu-ray filmu Doktor Strange. Natomiast Team Darryl miał premierę online 20 lutego 2018 roku i pojawił się 6 marca na wydaniu Blu-ray filmu Thor: Ragnarok.
W Polsce krótkometrażówki pojawiły się również równocześnie z Blu-rayami tych samych filmów wydanych przez Galapagos kolejno: 13 września 2016, 15 marca 2017 i 14 marca 2018 roku.
Od 21 stycznia 2022 roku Team Thor, Team Thor: Part 2 i Team Darryl zostały udostępnione na Disney+ jako część kolekcji Marvel One-Shots i produkcje należące do III Fazy Filmowego Uniwersum Marvela.

## Odbiór

### Krytyka w mediach
Ethan Anderton z /Film określił Team Thor jako „głupiutką małą krótkometrażówkę, która jest przezabawna”. Tommy Cook i Adam Chitwood z Collider również pozytywnie ocenili ten mockument. Cook napisał, że „doskonale zostało uchwycone lekceważące poczucie humoru Waititiego”, Chitwood uznał, że jest w nim „wiele naprawdę zabawnych akcentów”. Ross A. Lincoln z „Deadline Hollywood” pochwalił talent komediowy Hemswortha, a Team Thor określił mianem jednego z największych wydarzeń podczas panelu Marvela na Comic-Conie. Don Kaye z Syfy Wire określił Team Thor jako „jeden z najlepszych filmów, jakie Marvel kiedykolwiek nakręcił”.
Aaron Couch z „The Hollywood Reporter” określił Team Thor: Part 2 „kontynuacją, której nikt nie mógł oskarżyć o cierpienie na sequelitis”. Alexandra August z CBR.com stwierdziła, że Team Darryl jest „tak samo zabawny, jak wcześniejsze części Team Thor”.

## Nawiązania i potencjalna kontynuacja
W sierpniu 2018 roku Daley Pearson opublikował nagranie jako Darryl, aby poinformować, że jest jednym z ocalałych z „pstryknięcia” Thanosa i jest zmuszony do pracy w weekendy, ponieważ wielu jego współpracowników zniknęło. Życzy również Thorowi wszystkiego najlepszego i prosi go o pieniądze, ponieważ ma długi.
W kwietniu 2019 roku Chris Hemsworth poinformował, że chciałby nakręcić więcej filmów z tej serii lub serial telewizyjny, który byłby kontynuacją. W sierpniu 2021 roku producent Brad Winderbaum zasugerował, że Darryl może pojawić się przy okazji filmu Thor: Miłość i grom (2022).